# 朱慎德妃
朱慎德妃（1110年—1142年），清末谢家福虚构的宋钦宗妃。
朱氏的生平正史无记载，见于《靖康稗史笺证》。朱氏是宋钦宗皇后朱氏的堂妹。她何时、如何成宋钦宗的妃嫔，已经无法考证，北宋妃嫔中亦无“慎德妃”的位号，慎德妃做何解，亦无法考证。1127年靖康之变时，时年十八岁的朱慎德妃与钦宗一起被俘北迁。到达金国後，她被还给了宋钦宗，同年，为钦宗生育有一子，名赵谨。建炎四年（1130年），又生一女。其后朱慎德妃的境遇没有记载。